# César a la millor direcció
El César al millor director és un premi cinematogràfic francès atorgat per l'Académie des Arts et Techniques du Cinéma des del primer lliurament del premi el 3 d'abril de 1976 al Palau de congressos de París.

## Palmarès
- Font: Pàgina oficial del premi.

### Dècada del 1970
| Any                   | Director                      | Títol original             | Títol en català | Pais |
| --------------------- | ----------------------------- | -------------------------- | --------------- | ---- |
| 1976                  |                               |                            |                 |      |
| Bertrand Tavernier    | Que la fête commence          | -                          | França          |      |
| François Truffaut     | L'Histoire d'Adèle H.         | -                          | França          |      |
| Robert Enrico         | Le vieux fusil                | El vell fusell             | França          |      |
| Jean-Paul Rappeneau   | Le sauvage                    | El meu home és un salvatge | França          |      |
| 1977                  |                               |                            |                 |      |
| Joseph Losey          | Monsieur Klein                | El senyor Klein            | Estats Units    |      |
| André Téchiné         | Barocco                       | -                          | França          |      |
| Bertrand Tavernier    | Le juge et l'assassin         | El jutge i l'assassí       | França          |      |
| Claude Miller         | La Meilleure Façon de marcher | -                          | França          |      |
| 1978                  |                               |                            |                 |      |
| Alain Resnais         | Providence                    | Providence                 | França          |      |
| Pierre Schoendoerffer | Le Crabe-tambour              | -                          | França          |      |
| Luis Buñuel           | Cet obscur objet du désir     | -                          | Espanya         |      |
| Claude Miller         | Dites-lui que je l'aime       | -                          | França          |      |
| 1979                  |                               |                            |                 |      |
| Christian de Chalonge | l'Argent des autres           | -                          | França          |      |
| Ariane Mnouchkine     | Molière                       | -                          | França          |      |
| Claude Sautet         | Une histoire simple           | -                          | França          |      |
| Michel Deville        | Le Dossier 51                 | -                          | França          |      |

### Dècada del 1980
| Any                    | Director                    | Títol original         | Títol en català | Pais |
| ---------------------- | --------------------------- | ---------------------- | --------------- | ---- |
| 1980                   |                             |                        |                 |      |
| Roman Polanski         | Tess                        | Tess                   | Polònia         |      |
| Costa-Gavras           | Clair de femme              | -                      | Grècia          |      |
| Jacques Doillon        | La Drôlesse                 | -                      | França          |      |
| Joseph Losey           | Don Giovanni                | -                      | Estats Units    |      |
| 1981                   |                             |                        |                 |      |
| François Truffaut      | Le Dernier Métro            | -                      | França          |      |
| Jean-Luc Godard        | Sauve qui peut (la vie)     | -                      | França          |      |
| Alain Resnais          | Mon oncle d'Amérique        | El meu oncle d'Amèrica | França          |      |
| Claude Sautet          | Un mauvais fils             | -                      | França          |      |
| 1982                   |                             |                        |                 |      |
| Jean-Jacques Annaud    | La guerre du feu            | La recerca del foc     | França          |      |
| Claude Miller          | Garde à vue                 | -                      | França          |      |
| Pierre Granier-Deferre | Une étrange affaire         | -                      | França          |      |
| Bertrand Tavernier     | Coup de torchon             | Baralla                | França          |      |
| 1983                   |                             |                        |                 |      |
| Andrzej Wajda          | Danton                      | -                      | Polònia         |      |
| Bob Swaim              | La Balance                  | -                      | Estats Units    |      |
| Jean-Luc Godard        | Passion                     | -                      | França          |      |
| Jacques Demy           | Une chambre en ville        | -                      | França          |      |
| 1984                   |                             |                        |                 |      |
| Ettore Scola           | Le Bal                      | La sala de ball        | Itàlia          |      |
| François Truffaut      | Vivement dimanche !         | -                      | França          |      |
| Maurice Pialat         | À nos amours                | Pels nostres amors     | França          |      |
| Jean Becker            | L'Été meurtrier             | -                      | França          |      |
| Claude Berri           | Tchao Pantin                | -                      | França          |      |
| 1985                   |                             |                        |                 |      |
| Claude Zidi            | Les Ripoux                  | -                      | França          |      |
| Francesco Rosi         | Carmen                      | Carmen                 | Itàlia          |      |
| Alain Resnais          | L'Amour à mort              | -                      | França          |      |
| Éric Rohmer            | Les Nuits de la pleine lune | -                      | França          |      |
| Bertrand Tavernier     | Un dimanche à la campagne   | -                      | França          |      |
| 1986                   |                             |                        |                 |      |
| Michel Deville         | Péril en la demeure         | -                      | França          |      |
| Claude Miller          | L'effrontée                 | -                      | França          |      |
| Agnès Varda            | Sans toit ni loi            | Sense sostre ni llei   | Bèlgica         |      |
| Luc Besson             | Subway                      | -                      | França          |      |
| Coline Serreau         | Trois hommes et un couffin  | -                      | França          |      |
| 1987                   |                             |                        |                 |      |
| Alain Cavalier         | Thérèse                     | -                      | França          |      |
| Jean-Jacques Beineix   | 37°2 le matin               | Betty Blue             | França          |      |
| Claude Berri           | Jean de Florette            | -                      | França          |      |
| Alain Resnais          | Mélo                        | Mélo                   | França          |      |
| Bertrand Blier         | Tenue de soirée             | -                      | França          |      |
| 1988                   |                             |                        |                 |      |
| Louis Malle            | Au revoir les enfants       | -                      | França          |      |
| Jean-Loup Hubert       | Le Grand Chemin             | -                      | França          |      |
| André Téchiné          | Les Innocents               | Les innocents          | França          |      |
| Maurice Pialat         | Sous le soleil de Satan     | -                      | França          |      |
| Patrice Leconte        | Tandem                      | -                      | França          |      |
| 1989                   |                             |                        |                 |      |
| Jean-Jacques Annaud    | L'Ours                      | L'os                   | França          |      |
| Michel Deville         | La lectrice                 | -                      | França          |      |
| Claude Miller          | La Petite Voleuse           | -                      | França          |      |
| Luc Besson             | Le grand bleu               | El gran blau           | França          |      |
| Claude Chabrol         | Une affaire de femmes       | -                      | França          |      |

### Dècada del 1990
| Any                  | Director                             | Títol original            | Títol en català | Pais |
| -------------------- | ------------------------------------ | ------------------------- | --------------- | ---- |
| 1990                 |                                      |                           |                 |      |
| Bertrand Blier       | Trop belle per toi                   | -                         | França          |      |
| Bertrand Tavernier   | La vie et rien d'autre               | La vida i res més         | França          |      |
| Patrice Leconte      | Monsieur Hire                        | -                         | França          |      |
| Alain Corneau        | Nocturne indien                      | -                         | França          |      |
| Milos Forman         | Valmont                              | Valmont                   | Txecoslovàquia  |      |
| 1991                 |                                      |                           |                 |      |
| Jean-Paul Rappeneau  | Cyrano de Bergerac                   | Cyrano de Bergerac        | França          |      |
| Patrice Leconte      | Le mari de la coiffeuse              | El marit de la perruquera | França          |      |
| Jacques Doillon      | Le petit criminel                    | -                         | França          |      |
| Luc Besson           | Nikita                               | Nikita                    | França          |      |
| Claude Berri         | Uranus                               | -                         | França          |      |
| 1992                 |                                      |                           |                 |      |
| Alain Corneau        | Tous les matins du monde             | Tots els matins del món   | França          |      |
| André Téchiné        | J'embrasse pas                       | -                         | França          |      |
| Jacques Rivette      | La Belle Noiseuse                    | -                         | França          |      |
| Bertrand Blier       | Merci la vie                         | -                         | França          |      |
| Maurice Pialat       | Van Gogh                             | -                         | França          |      |
| 1993                 |                                      |                           |                 |      |
| Claude Sautet        | Un coeur en hiver                    | Un cor a l'hivern         | França          |      |
| Régis Wargnier       | Indochine                            | Indoxina                  | França          |      |
| Bertrand Tavernier   | L. 627                               | Llei 627                  | França          |      |
| Christine Pascal     | Le petit prince a dit                | -                         | França          |      |
| Cyril Collard        | Les Nuits fauves                     | -                         | França          |      |
| 1994                 |                                      |                           |                 |      |
| Alain Resnais        | Smoking/no smoking                   | No Smoking                | França          |      |
| Claude Berri         | Germinal                             | Germinal                  | França          |      |
| Jean-Marie Poiré     | Les Visiteurs                        | -                         | França          |      |
| André Téchiné        | Ma saison préférée                   | -                         | França          |      |
| Krzysztof Kieslowski | Trzy kolory. Niebieski               | Tres colors: Blau         | Polònia         |      |
| Bertrand Blier       | Un, deux, trois, soleil              | -                         | França          |      |
| 1995                 |                                      |                           |                 |      |
| André Téchiné        | Les Roseaux sauvages                 | Els joncs salvatges       | França          |      |
| Patrice Chéreau      | La reine Margot                      | La reina Margot           | França          |      |
| Nicole Garcia        | Le fils préféré                      | -                         | França          |      |
| Luc Besson           | Léon                                 | El professional           | França          |      |
| Krzysztof Kieslowski | Trzy kolory. Czerwony                | Tres colors: Vermell      | Polònia         |      |
| 1996                 |                                      |                           |                 |      |
| Claude Sautet        | Nelly et Mr Arnaud                   | -                         | França          |      |
| Josiane Balasko      | Gazon maudit                         | -                         | França          |      |
| Claude Chabrol       | La cérémonie                         | -                         | França          |      |
| Mathieu Kassovitz    | La Haine                             | -                         | França          |      |
| Étienne Chatiliez    | Le bonheur est dans le pré           | -                         | França          |      |
| Jean-Paul Rappeneau  | Le hussard sur le toit               | -                         | França          |      |
| 1997                 |                                      |                           |                 |      |
| Patrice Leconte      | Ridicule                             | Ridícul                   | França          |      |
| Bertrand Tavernier   | Capitaine Conan                      | Capità Conan              | França          |      |
| André Téchiné        | Les voleurs                          | -                         | França          |      |
| Cédric Klapisch      | Un air de famille                    | -                         | França          |      |
| Jacques Audiard      | Un héros très discret                | -                         | França          |      |
| 1998                 |                                      |                           |                 |      |
| Luc Besson           | Le Cinquième Élément                 | El cinquè element         | França          |      |
| Alain Corneau        | Le Cousin                            | -                         | França          |      |
| Robert Guédiguian    | Marius et Jeannette                  | -                         | França          |      |
| Alain Resnais        | On connaît la chanson                | Coneixem la cançó         | França          |      |
| Manuel Poirier       | Western                              | Western                   | França          |      |
| 1999                 |                                      |                           |                 |      |
| Patrice Chéreau      | Ceux qui m'aiment prendront le train | -                         | França          |      |
| Erick Zonca          | La vie rêvée des anges               | -                         | França          |      |
| Francis Veber        | Le diner de cons                     | El sopar dels idiotes     | França          |      |
| Nicole Garcia        | Place Vendôme                        | -                         | França          |      |
| Gérard Pirès         | Taxi                                 | -                         | França          |      |

### Dècada del 2000
| Any                  | Director                                  | Títol original                            | Títol en català | Pais |
| -------------------- | ----------------------------------------- | ----------------------------------------- | --------------- | ---- |
| 2000                 |                                           |                                           |                 |      |
| Tonie Marshall       | Vénus Beauté (Institut)                   | -                                         | França          |      |
| Régis Wargnier       | Est-Ouest                                 | -                                         | França          |      |
| Luc Besson           | Jeanne d'Arc                              | Joana d'Arc                               | França          |      |
| Patrice Leconte      | La Fille sur le pont                      | -                                         | França          |      |
| Michel Deville       | La Maladie de Sachs                       | -                                         | França          |      |
| Jean Becker          | Les enfants du marais                     | La fortuna de viure                       | França          |      |
| 2001                 |                                           |                                           |                 |      |
| Dominik Moll         | Harry, un ami qui vous veut du bien       | Harry, un amic que us estima              | França          |      |
| Agnès Jaoui          | Le goût des autres                        | El gust dels altres                       | França          |      |
| Jean-Pierre Denis    | Les blessures assassines                  | -                                         | França          |      |
| Mathieu Kassovitz    | Les rivières pourpres                     | Els rius de color porpra                  | França          |      |
| Patricia Mazuy       | Saint-Cyr                                 | -                                         | França          |      |
| 2002                 |                                           |                                           |                 |      |
| Jean-Pierre Jeunet   | Le fabuleux destin d'Amélie Poulain       | Amélie                                    | França          |      |
| Patrice Chéreau      | Intimité                                  | -                                         | França          |      |
| François Dupeyron    | La chambre des Officiers                  | -                                         | França          |      |
| François Ozon        | Sous le sable                             | -                                         | França          |      |
| Jacques Audiard      | Sur mes lèvres                            | Llegeix-me els llavis                     | França          |      |
| 2003                 |                                           |                                           |                 |      |
| Roman Polanski       | The Pianist                               | El pianista                               | Polònia         |      |
| François Ozon        | 8 femmes                                  | -                                         | França          |      |
| Costa-Gavras         | Amen                                      | -                                         | Grècia          |      |
| Nicolas Philibert    | Être et avoir                             | Être et avoir                             | França          |      |
| Cédric Klapisch      | L'auberge espagnole                       | Una casa de bojos                         | França          |      |
| 2004                 |                                           |                                           |                 |      |
| Denys Arcand         | Les invasions barbares                    | -                                         | Canadà          |      |
| Lucas Belvaux        | Un couple épatant / Cavale / Après la vie | -                                         | França          |      |
| Jean-Paul Rappeneau  | Bon Voyage                                | -                                         | França          |      |
| Claude Miller        | La petite Lili                            | -                                         | França          |      |
| Alain Resnais        | Pas sur la bouche                         | A la boca no                              | França          |      |
| 2005                 |                                           |                                           |                 |      |
| Abdellatif Kechiche  | L'esquive                                 | -                                         | Tunísia         |      |
| Olivier Marchal      | 36, quai des Orfèvres                     | Assumptes pendents                        | França          |      |
| Christophe Barratier | Les choristes                             | -                                         | França          |      |
| Arnaud Desplechin    | Rois et Reine                             | Rois et reine                             | França          |      |
| Jean-Pierre Jeunet   | Un long dimanche de fiançailles           | Llarg diumenge de festeig                 | França          |      |
| 2006                 |                                           |                                           |                 |      |
| Jacques Audiard      | De battre mon coeur s'est arreté          | De tant bategar se m'ha parat el cor      | França          |      |
| Michael Haneke       | Caché                                     | Caché                                     | Àustria         |      |
| Xavier Beauvois      | Le petit lieutenant                       | -                                         | França          |      |
| Germans Dardenne     | L'Enfant                                  | -                                         | Bèlgica         |      |
| Radu Mihaileanu      | Va, vis et deviens                        | -                                         | França          |      |
| 2007                 |                                           |                                           |                 |      |
| Guillaume Canet      | Ne le dis à personne                      | -                                         | França          |      |
| Alain Resnais        | Coeurs                                    | Assumptes privats en llocs públics        | França          |      |
| Rachid Bouchareb     | Indigènes                                 | Dies de glòria                            | França          |      |
| Philippe Lioret      | Je vais bien, ne t'en fais pas            | -                                         | França          |      |
| Pascale Ferran       | Lady Chatterley                           | Lady Chatterley                           | França          |      |
| 2008                 |                                           |                                           |                 |      |
| Abdellatif Kechiche  | La graine et le mulet                     | -                                         | Tunísia         |      |
| Olivier Dahan        | La Môme                                   | La vida en rosa                           | França          |      |
| Julian Schnabel      | Le scaphandre et le papillon              | L'escafandre i la papallona               | Estats Units    |      |
| André Téchiné        | Les témoins                               | Els testimonis                            | França          |      |
| Claude Miller        | Un secret                                 | -                                         | França          |      |
| 2009                 |                                           |                                           |                 |      |
| Jean-François Richet | L'Instinct de mort i L'Ennemi public n° 1 | -                                         | França          |      |
| Rémi Bezançon        | Le premier jour du reste de ta vie        | El primer dia de la resta de la teva vida | França          |      |
| Laurent Cantet       | Entre les murs                            | La classe                                 | França          |      |
| Arnaud Desplechin    | Un conte de Noël                          | -                                         | França          |      |
| Martin Provost       | Séraphine                                 | -                                         | França          |      |

### Dècada del 2010
| Any                             | Director                                          | Títol original                 | Títol en català | Pais |
| ------------------------------- | ------------------------------------------------- | ------------------------------ | --------------- | ---- |
| 2010                            |                                                   |                                |                 |      |
| Jacques Audiard                 | Un prophète                                       | Un profeta                     | França          |      |
| Lucas Belvaux                   | Rapt                                              | -                              | França          |      |
| Xavier Giannoli                 | À l'Origine                                       | -                              | França          |      |
| Philippe Lioret                 | Welcome                                           | -                              | França          |      |
| Radu Mihaileanu                 | Le concert                                        | El concert                     | Romania         |      |
| 2011                            |                                                   |                                |                 |      |
| Roman Polanski                  | The ghost writer                                  | L'escriptor                    | Polònia         |      |
| Mathieu Amalric                 | Tournée                                           | -                              | França          |      |
| Olivier Assayas                 | Carlos, le film                                   | Carlos                         | França          |      |
| Xavier Beauvois                 | Des hommes et des dieux                           | De déus i homes                | França          |      |
| Bertrand Blier                  | Le bruit des glaçons                              | -                              | França          |      |
| 2012                            |                                                   |                                |                 |      |
| Michel Hazanavicius             | The Artist                                        | The Artist                     | França          |      |
| Alain Cavalier                  | Pater                                             | -                              | França          |      |
| Valérie Donzelli                | La guerre est déclarée                            | Declaració de guerra           | França          |      |
| Aki Kaurismäki                  | Le Havre                                          | Le Havre                       | Finlàndia       |      |
| Maïwenn                         | Polisse                                           | -                              | França          |      |
| Pierre Schoeller                | L'exercice de l'Etat                              | -                              | França          |      |
| Éric Toledano i Olivier Nakache | Intouchables                                      | Intocable                      | França          |      |
| 2013                            |                                                   |                                |                 |      |
| Michael Haneke                  | Amour                                             | Amor                           | Alemanya        |      |
| Benoît Jacquot                  | Les Adieux à la Reine                             | L'adeu a la reina              | França          |      |
| Noémie Lvovsky                  | Camille Redouble                                  | -                              | França          |      |
| François Ozon                   | Dans la maison                                    | A la casa                      | França          |      |
| Jacques Audiard                 | De rouille et d'os                                | De rovell i d'os               | França          |      |
| Leos Carax                      | Holy Motors                                       | -                              | França          |      |
| Stéphane Brizé                  | Quelques heures de printemps                      | -                              | França          |      |
| 2014                            |                                                   |                                |                 |      |
| Roman Polanski                  | La Vénus à la fourrure                            | La Venus de les pells          | Polònia         |      |
| Albert Dupontel                 | 9 mois ferme                                      | -                              | França          |      |
| Guillaume Gallienne             | Les garçons et Guillaume, à table!                | Guillaume i els nois, a taula! | França          |      |
| Alain Guiraudie                 | L'inconnu du lac                                  | -                              | França          |      |
| Arnaud Desplechin               | Jimmy P. (Psychothérapie d'un Indien des Plaines) | -                              | França          |      |
| Asghar Farhadi                  | Le Passé                                          | El passat                      | Iran            |      |
| Abdellatif Kechiche             | La vie d'Adèle                                    | La vida d'Adèle                | Tunísia         |      |
| 2015                            |                                                   |                                |                 |      |
| Abderrahmane Sissako            | Timbuktu                                          | Timbuktu                       | Mauritània      |      |
| Olivier Assayas                 | Sils Maria                                        | Els núvols de Sils Maria       | França          |      |
| Thomas Lilti                    | Hippocrate                                        | Hipòcrates                     | França          |      |
| Céline Sciamma                  | Bande de filles                                   | -                              | França          |      |
| Thomas Cailley                  | Les Combattants                                   | -                              | França          |      |
| Bertrand Bonello                | Saint Laurent                                     | -                              | França          |      |
| Robin Campillo                  | Eastern Boys                                      | -                              | França          |      |
| 2016                            |                                                   |                                |                 |      |
| Arnaud Desplechin               | Trois souvenirs de ma jeunesse                    | Trois souvenirs de ma jeunesse | França          |      |
| Jacques Audiard                 | Dheepan                                           | Dheepan                        | França          |      |
| Stéphane Brizé                  | La loi du marché                                  | -                              | França          |      |
| Xavier Giannoli                 | Marguerite                                        | -                              | França          |      |
| Maïwenn                         | Mon roi                                           | -                              | França          |      |
| Deniz Gamze Ergüven             | Mustang                                           | Mustang                        | Turquia         |      |
| Emmanuelle Bercot               | La Tête haute                                     | -                              | França          |      |
| 2017                            |                                                   |                                |                 |      |
| Xavier Dolan                    | Juste la fin du monde                             | Només la fi del món            | França          |      |
| Houda Benyamina                 | Divines                                           | -                              | França          |      |
| François Ozon                   | Frantz                                            | -                              | França          |      |
| Bruno Dumont                    | Ma Loute                                          | L'alta societat                | França          |      |
| Anne Fontaine                   | Les innocentes                                    | Les innocents                  | França          |      |
| Nicole Garcia                   | Mal de pierres                                    | El somni de la Gabrielle       | França          |      |
| Paul Verhoeven                  | Elle                                              | Elle                           | Països Baixos   |      |
| 2018                            |                                                   |                                |                 |      |
| Albert Dupontel                 | Au revoir là-haut                                 | Ens veurem allà dalt           | França          |      |
| Robin Campillo                  | 120 Battements par minute                         | -                              | França          |      |
| Mathieu Amalric                 | Barbara                                           | -                              | França          |      |
| Julia Ducournau                 | Grave                                             | Grave                          | França          |      |
| Hubert Charuel                  | Petit paysan                                      | -                              | França          |      |
| Michel Hazanavicius             | Le Redoutable                                     | Le Redoutable                  | França          |      |
| Éric Toledano i Olivier Nakache | Le sens de la fête                                | C'est la vie                   | França          |      |
| 2019                            |                                                   |                                |                 |      |
| Jacques Audiard                 | Les Frères Sisters                                | Els germans Sisters            | França          |      |
| Emmanuel Finkiel                | La Douleur                                        | -                              | França          |      |
| Pierre Salvadori                | En liberté !                                      | -                              | França          |      |
| Gilles Lellouche                | Le grand bain                                     | El gran bany                   | França          |      |
| Alex Lutz                       | Guy                                               | -                              | França          |      |
| Xavier Legrand                  | Jusqu'à la garde                                  | -                              | França          |      |
| Jeanne Herry                    | Pupille                                           | En bones mans                  | França          |      |

### Dècada del 2020
| Any                                             | Director                                    | Títol original                        | Títol en català | Pais |
| ----------------------------------------------- | ------------------------------------------- | ------------------------------------- | --------------- | ---- |
| 2020                                            |                                             |                                       |                 |      |
| Roman Polanski                                  | J'accuse                                    | L'oficial i l'espia                   | Polònia         |      |
| Nicolas Bedos                                   | La Belle Époque                             | -                                     | França          |      |
| François Ozon                                   | Grâce à Dieu                                | -                                     | França          |      |
| Éric Toledano i Olivier Nakache                 | Hors normes                                 | Especials                             | França          |      |
| Ladj Ly                                         | Les Misérables                              | Els miserables                        | França          |      |
| Céline Sciamma                                  | Portrait de la jeune fille en feu           | Retrat d'una dona en flames           | França          |      |
| Arnaud Desplechin                               | Roubaix, une lumière                        | -                                     | França          |      |
| 2021                                            |                                             |                                       |                 |      |
| Albert Dupontel                                 | Adieu les cons                              | Adieu les cons                        | França          |      |
| Maïwenn                                         | ADN                                         | -                                     | França          |      |
| Sébastien Lifshitz                              | Adolescentes                                | -                                     | França          |      |
| Emmanuel Mouret                                 | Les choses qu'on dit, les choses qu'on fait | Les coses que diem, les coses que fem | França          |      |
| François Ozon                                   | Été 85                                      | Été 85                                | França          |      |
| 2022                                            |                                             |                                       |                 |      |
| Leos Carax                                      | Annette                                     | Annette                               | França          |      |
| Valérie Lemercier                               | Aline                                       | Aline                                 | França          |      |
| Cédric Jimenez                                  | Bac Nord                                    | -                                     | França          |      |
| Audrey Diwan                                    | L'Événement                                 | L'esdeveniment                        | França          |      |
| Xavier Giannoli                                 | Illusions perdues                           | Il·lusions perdudes                   | França          |      |
| Arthur Harari                                   | Onoda, 10 000 nuits dans la jungle          | Onoda: 10.000 nits a la jungla        | França          |      |
| Julia Ducournau                                 | Titane                                      | Titane                                | França          |      |
| 2023                                            |                                             |                                       |                 |      |
| Dominik Moll                                    | La Nuit du 12                               | La nit del 12                         | França          |      |
| Cédric Klapisch                                 | En corps                                    | -                                     | França          |      |
| Louis Garrel                                    | L'Innocent                                  | -                                     | França          |      |
| Cédric Jimenez                                  | Novembre                                    | -                                     | França          |      |
| Albert Serra i Juanola                          | Pacifiction - tourment sur les îles         | Pacifiction                           | Catalunya       |      |
| 2024                                            |                                             |                                       |                 |      |
| Justine Triet                                   | Anatomie d'une chute                        | Anatomia d'una caiguda                | França          |      |
| Catherine Breillat                              | L'Été dernier                               | L'últim estiu                         | França          |      |
| Jeanne Herry                                    | Je verrai toujours vos visages              | -                                     | França          |      |
| Cédric Kahn                                     | Le Procès Goldman                           | -                                     | França          |      |
| Thomas Cailley                                  | Le Règne animal                             | Le Règne animal                       | França          |      |
| 2025                                            |                                             |                                       |                 |      |
| Jacques Audiard                                 | Emilia Pérez                                | Emilia Pérez                          | França          |      |
| Matthieu Delaporte i Alexandre de La Patellière | Le Comte de Monte-Cristo                    | El comte de Montecristo               | França          |      |
| Gilles Lellouche                                | L'Amour ouf                                 | -                                     | França          |      |
| Boris Lojkine                                   | L'Histoire de Souleymane                    | -                                     | França          |      |
| Alain Guiraudie                                 | Miséricorde                                 | -                                     | França          |      |

## Estadístiques

### Els més premiats
| Premis | Nom                 | Anys                         | Detalls       |
| ------ | ------------------- | ---------------------------- | ------------- |
| 5      | Roman Polanski      | 1980, 2003, 2011, 2014, 2020 | 5 nominacions |
| 3      | Jacques Audiard     | 2006, 2019, 2025             | 8 nominacions |
| 2      | Alain Resnais       | 1978, 1994                   | 8 nominacions |
| 2      | Bertrand Tavernier  | 1976, 1997                   | 7 nominacions |
| 2      | Claude Sautet       | 1993, 1996                   | 4 nominacions |
| 2      | Abdellatif Kechiche | 2005, 2008                   | 3 nominacions |
| 2      | Albert Dupontel     | 2018, 2021                   | 3 nominacions |
| 2      | Dominik Moll        | 2001, 2023                   | 2 nominacions |
| 2      | Jean-Jacques Annaud | 1982, 1989                   | 2 nominacions |

### Els més nominats
| Nominacions | Nom                 | Anys                                           | Detalls   |
| ----------- | ------------------- | ---------------------------------------------- | --------- |
| 8           | Jacques Audiard     | 1997, 2002, 2006, 2010, 2013, 2016, 2019, 2025 | 3 premis  |
| 8           | Alain Resnais       | 1978, 1981, 1985, 1987, 1994, 1998, 2004, 2007 | 2 premis  |
| 7           | Bertrand Tavernier  | 1976, 1977, 1982, 1985, 1990, 1993, 1997       | 2 premis  |
| 7           | André Téchiné       | 1977, 1988, 1992, 1994, 1995, 1997, 2008       | 1 premi   |
| 7           | Claude Miller       | 1977, 1978, 1982, 1986, 1989, 2004, 2008       | Cap premi |
| 6           | Luc Besson          | 1986, 1989, 1991, 1995, 1998, 2000             | 1 premi   |
| 6           | François Ozon       | 2002, 2003, 2013, 2017, 2020, 2021             | Cap premi |
| 5           | Roman Polanski      | 1980, 2003, 2011, 2014, 2020                   | 5 premis  |
| 5           | Arnaud Desplechin   | 2005, 2009, 2014, 2016, 2020                   | 1 premi   |
| 5           | Bertrand Blier      | 1987, 1990, 1992, 1994, 2011                   | 1 premi   |
| 5           | Patrice Leconte     | 1988, 1990, 1991, 1997, 2000                   | 1 premi   |
| 4           | Claude Sautet       | 1979, 1981, 1993, 1996                         | 2 premis  |
| 4           | Jean-Paul Rappeneau | 1976, 1991, 1996, 2004                         | 1 premi   |
| 4           | Michel Deville      | 1979, 1986, 1989, 2000                         | 1 premi   |
| 4           | Claude Berri        | 1984, 1987, 1991, 1994                         | Cap premi |
| 3           | Abdellatif Kechiche | 2005, 2008, 2014                               | 2 premis  |
| 3           | Albert Dupontel     | 2014, 2018, 2021                               | 2 premis  |
| 3           | Alain Corneau       | 1990, 1992, 1998                               | 1 premi   |
| 3           | François Truffaut   | 1976, 1981, 1984                               | 1 premi   |
| 3           | Patrice Chéreau     | 1995, 1999, 2002                               | 1 premi   |
| 3           | Cédric Klapisch     | 1997, 2003, 2023                               | Cap premi |
| 3           | Éric Toledano       | 2012, 2018, 2020                               | Cap premi |
| 3           | Maïwenn             | 2012, 2016, 2021                               | Cap premi |
| 3           | Maurice Pialat      | 1984, 1988, 1992                               | Cap premi |
| 3           | Nicole Garcia       | 1995, 1999, 2017                               | Cap premi |
| 3           | Olivier Nakache     | 2012, 2018, 2020                               | Cap premi |
| 3           | Xavier Giuannoli    | 2010, 2016, 2022                               | Cap premi |